# Diarreia do viajante
Diarreia do viajante é uma infeção do estômago e dos intestinos caracterizada pela passagem de fezes líquidas ao viajar. Pode ser acompanhada de cólicas abdominais, náuseas, febre e distensão abdominal. Em alguns casos pode ocorrer diarreia com sangue. A maioria dos viajantes recupera ao fim de quatro dias, mesmo sem tratamento ou com tratamento mínimo. Em cerca de 10% dos casos os sintomas prolongam-se por uma semana. Os sintomas têm geralmente início 12 a 72 horas após a ingestão de água ou alimentos contaminados.
Mais de metade dos casos são causados por bactérias. As bactéria mais comum é a Escherichia coli enterotóxica, exceto no sudeste asiático, onde a mais comum é a Campylobacter. Cerca de 10 a 20% dos casos são causados por norovírus. Alguns protozoários como a Giardia podem causar doença mais prolongada. O risco é maior durante as primeiras duas semanas de viagem e entre jovens adultos. Na maior parte dos casos, as pessoas afetadas são provenientes de países desenvolvidos.
Entre as medidas de prevenção estão comer somente alimentos devidamente lavados ou cozinhados, beber água engarrafada e lavar frequentemente as mãos. A vacina contra a cólera, embora eficaz na prevenção de cólera, é de eficácia questionável contra a diarreia do viajante. Geralmente não é recomendada a administração de antibióticos como forma de prevenção. O tratamento imediato consiste na ingestão de líquidos em quantidade e na reposição de sais minerais, entretanto perdidos (terapia de reidratação oral). Em casos com sintomas persistentes ou significativos podem ser administrados antibióticos, os quais podem ser tomados com loperamida para diminuir a diarreia. Menos de 3% dos casos requerem tratamento hospitalar.
Estima-se que a doença afete entre 20% e 50% dos viajantes para países em vias de desenvolvimento. A diarreia do viajante é particularmente comum entre viajantes para a Ásia (exceto Japão e Singapura), Médio Oriente, África, México e América Central e do Sul. O risco é moderado na Europa meridional, Rússia e China. A diarreia do viajante é associada à síndrome do cólon irritável e síndrome de Guillain-Barré.